# Algoritmo QMR
El algoritmo QMR fue creado para resolver el sistema lineal {\displaystyle Ax=b} donde {\displaystyle A} es una matriz cuadrada que no requiere ser simétrica.

## Introducción
El algoritmo QMR Quasi-Minimal Residual se debe a Roland W. Freund y Noël M. Nachtigal los cuales en 1991 publicaron este algoritmo el cual se basa en la biortogonalización de Lanczos.

## Quas-Minimal Residual
El algoritmo Quasi-Minimal Residual se basa en la Biortogonalización de Lanczos el cual es una extensión para matrices no simétricas de la ortogonalización de Lanczos simétrico.

### Biortogonalización de Lanczos
EL proceso de Biortogonalización para matrices no simétricas de Lanczos, consiste en construir dos bases ortogonales a los subespacios {\displaystyle {\mathcal {K}}_{m}\left(A,v_{1}\right)=\mathrm {span} \left\{v_{1},Av_{1},\ldots ,A^{m-1}v_{1}\right\}} y {\displaystyle {\mathcal {K}}_{m}\left(A^{T},w_{1}\right)=\mathrm {span} \left\{w_{1},A^{T}w_{1},\ldots ,\left(A^{T}\right)^{m-1}v_{1}\right\}}.
Para construir estas bases Biortogonales en los subespacios {\displaystyle {\mathcal {K}}_{m}\left(A,v_{1}\right)} y {\displaystyle {\mathcal {K}}_{m}\left(A^{T},w_{1}\right)} se utilizara el algoritmo que se muestra a continuación
Luego de usar este algoritmo se garantiza en aritmética exacta que {\displaystyle \left(v_{i},w_{j}\right)=0} si {\displaystyle i\neq j} y {\displaystyle \left(v_{i},w_{j}\right)=1} si {\displaystyle i=j}. Ahora con los valores {\displaystyle \alpha _{j}}, {\displaystyle \beta _{j}} y {\displaystyle \delta _{j}} obtenidos por el algoritmo anterior vamos a construir la matriz {\displaystyle T_{m}} como una tridiagonal de la siguiente forma.
{\displaystyle T_{m}=\left({\begin{array}{ccccc}\alpha _{1}&\beta _{2}&0&\ldots &0\\\delta _{2}&\alpha _{2}&\beta _{3}&&0\\0&\ddots &\ddots &\ddots &\vdots \\0&\ldots &\delta _{m-1}&\alpha _{m-1}&\beta _{m}\\0&\ldots &0&\delta _{m}&\alpha _{m}\end{array}}\right)}

### Algoritmo Quasi-Minimal Residual
Se construye la matriz {\displaystyle {\overline {T}}_{m}} a partir de la que se obtuvo en la biortogonalización de Lanczos de la siguiente forma
{\displaystyle {\overline {T}}_{m}=\left({\begin{array}{c}T_{m}\\\delta _{m+1}e_{m}^{T}\end{array}}\right)}
Otras de las cosas que se usaran en el algoritmo es la factorización QR, la cual se obtiene aplicando las rotaciones {\displaystyle \Omega _{i}} obtenidas de la siguiente forma.
{\displaystyle \Omega _{i}=\left({\begin{array}{ccc}I_{i-1}&0&0\\0&{\begin{array}{cc}c_{i}&s_{1}\\-s_{i}&c_{i}\end{array}}&0\\0&0&I_{n-(i+1)}\end{array}}\right)}
donde {\displaystyle c_{i}} y {\displaystyle s_{i}} se consiguen de la siguiente forma.
{\displaystyle s_{i}={\frac {a_{i+1,i}}{\sqrt {\left(a_{ii}^{(i-1)}\right)^{2}+a_{i+1,i}^{2}}}}\quad c_{i}={\frac {a_{ii}^{(i-1)}}{\sqrt {\left(a_{ii}^{(i-1)}\right)^{2}+a_{i+1,i}^{2}}}}}
Donde {\displaystyle a_{ii}^{(i-1)}} {\displaystyle a_{i+1,i}} corresponden a las respectivas entradas de la matriz luego de aplicarse las rotaciones {\displaystyle \Omega _{1},\ldots ,\Omega _{i-1}}.